# 沼田公園
沼田公園（ぬまたこうえん）は、群馬県沼田市西倉内町に所在する総合公園である。沼田城跡に開設され、日本の歴史公園100選に選定されている。

## 歴史
北に薄根川、西に遠く利根川が流れる河岸段丘の崖の上に位置し、かつての沼田城本丸と捨曲輪および二の丸・三の丸跡の各一部に相当する。明治維新に伴い廃城となったあとは荒廃したが、旧沼田藩士の子である久米民之助が私財を投じて整備し、1926年（大正15年）に当時の沼田町に寄付した。
総曲輪の一部は、沼田市立沼田小学校及び群馬県立沼田女子高等学校の敷地となっている。

## 施設

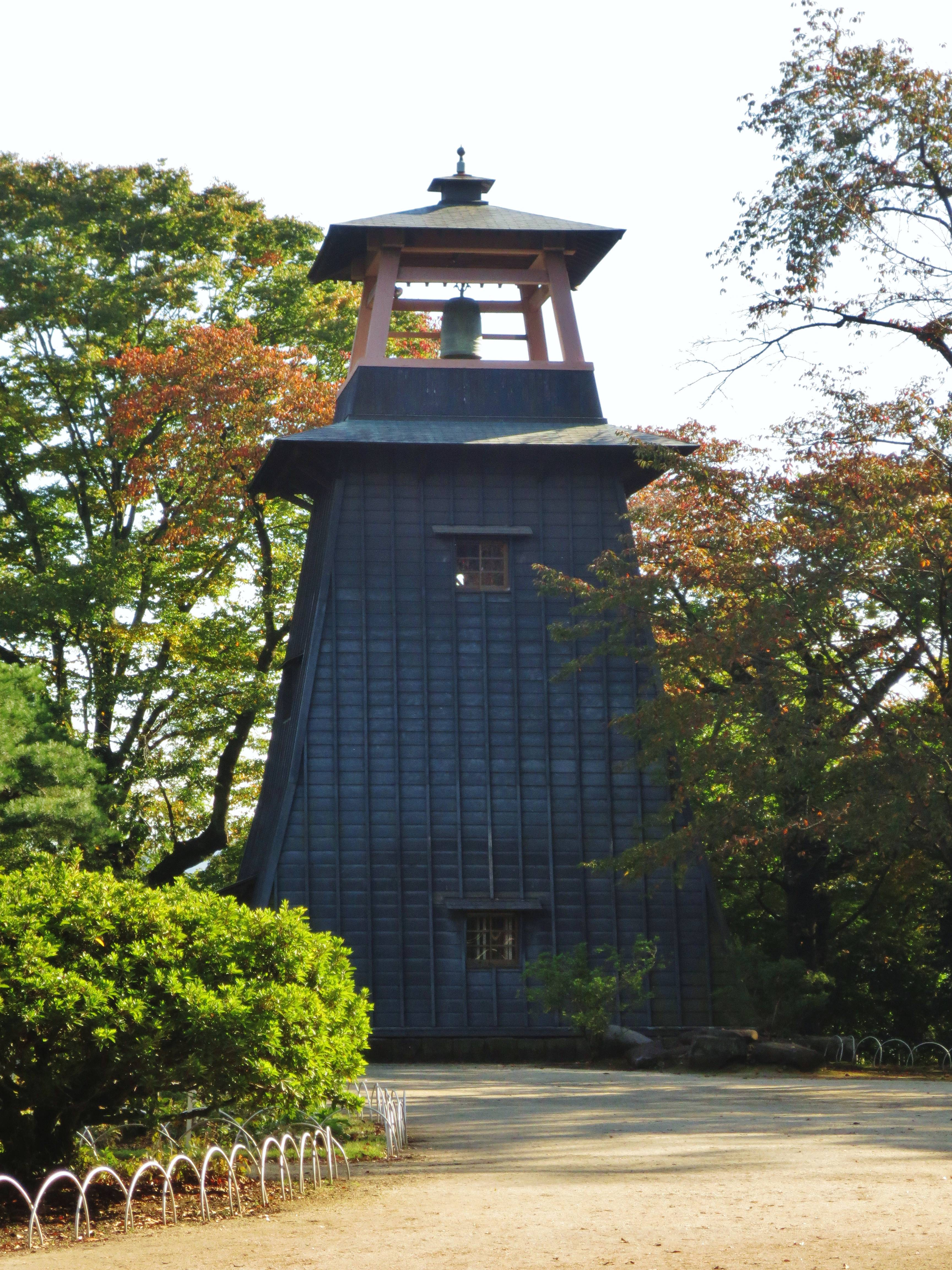
復元された鐘楼

五層の天守は現存しないが、西檜台には真田氏の時代に築造されたと考えられる石垣が残る。石垣の上の「御殿桜」と名付けられたヒガンザクラを始め園内にはソメイヨシノなど210本の桜が植えられ、春には花見の名所として賑わう。チューリップやツツジ、オミナエシ、センニチコウなど四季の花々も植栽されている。
河岸段丘上の高所に位置することから眺望は良く、北側の捨曲輪からは名胡桃城や明徳寺城などの史跡、谷川岳や武尊山の山並み、南西側からは川田城や子持山が一望できる。
1634年（寛永11年）に2代沼田藩2代藩主真田信吉が鋳造させた城鐘は三の丸の鐘楼で時を報せたが、1681年（天和元年）からは平等寺の梵鐘として使われた。1899年、城鐘を活用すべく沼田町役場に鐘楼が建てられた。城鐘は1954年（昭和29年）3月30日に県の重要文化財として指定を受け、1964年に市庁舎改築で鐘楼が取り壊されるまで、時の鐘として市民に親しまれた。1983年に、公園内に鐘楼が復元される。鐘は複製のものが使われ、実物は東倉内町の中央公民館で保存されていたが、2019年に下之町のテラス沼田内に沼田市歴史資料館が開館し、同館で展示されている。
旧生方家住宅は旧沼田藩御用達の薬種商の住宅で、町家造りの歴史的建造物である。1970年（昭和45年）6月17日に国の重要文化財に指定され、1973年に国道120号沿いの商店街から沼田公園内に移築された。隣接して、生方家住宅の元の家主で沼田町長も務めた生方誠が蒐集した浮世絵や書画を展示する生方記念資料館が建つ。この他、1914年に西倉内町内の別の位置に建てられ、1988年に公園内に移築された旧日本基督教団沼田教会紀念会堂と、1924年の建築で、1990年に東京の渋谷から移築された旧土岐家住宅洋館の2棟の登録有形文化財の建物があったが、発掘調査と園内再整備のため、この2棟は2020年（令和2年）に市内上之町に再移築された。
園内東側には野球場やテニスコートがあったが、2020年に片品川沿いに新設された利南運動公園に移転した。

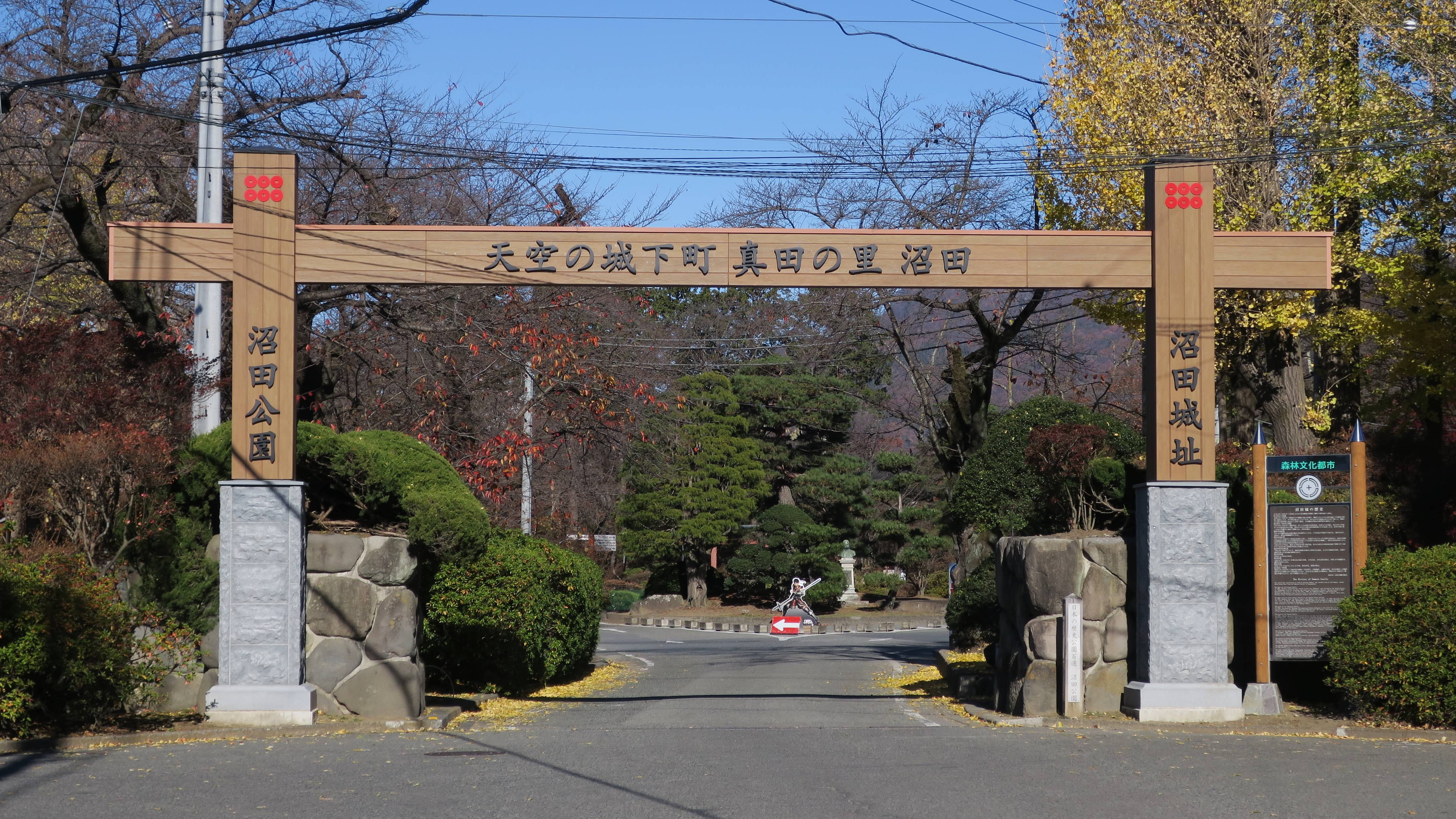
冠木門
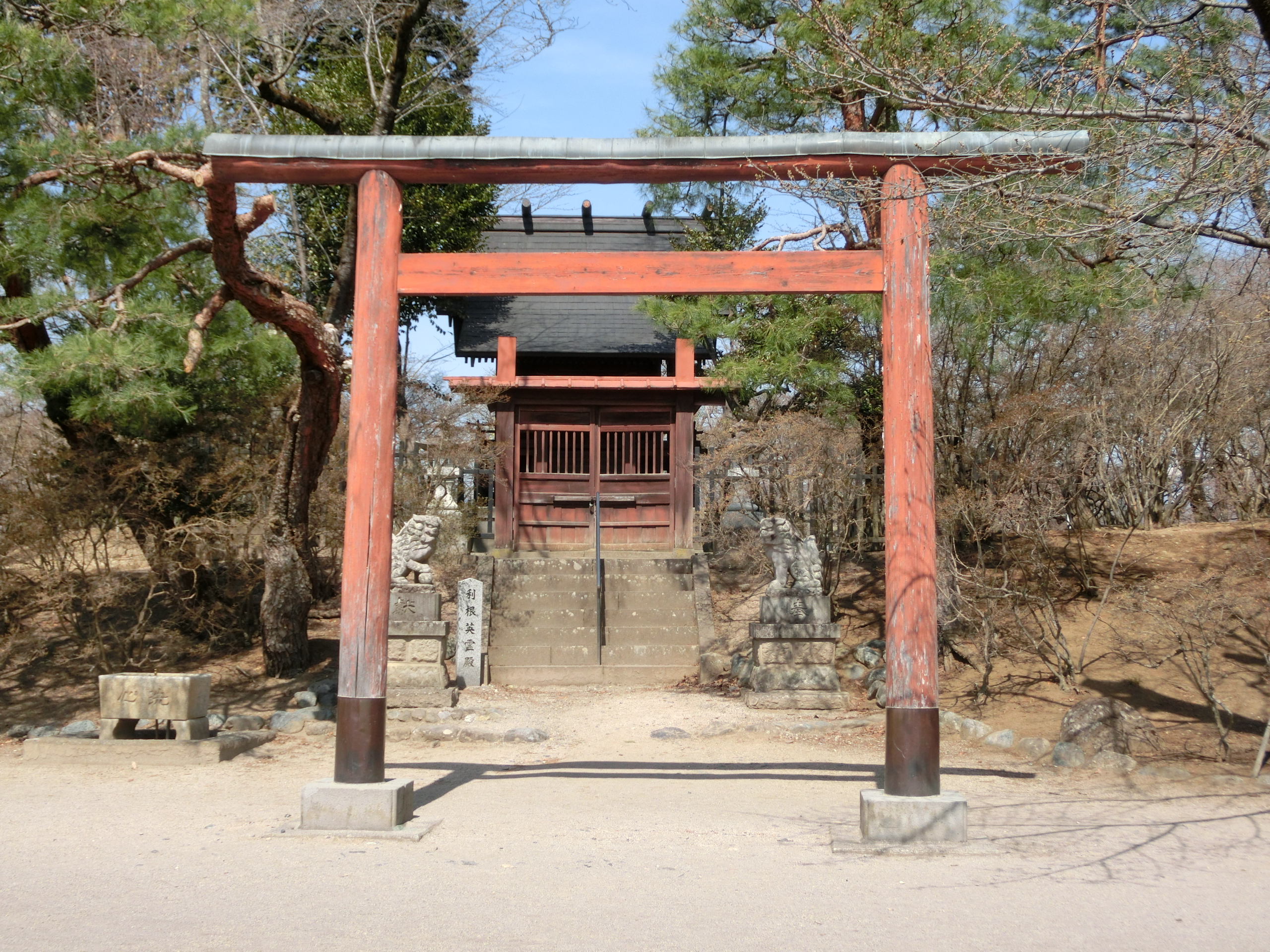
利根英霊殿
久米民之助胸像
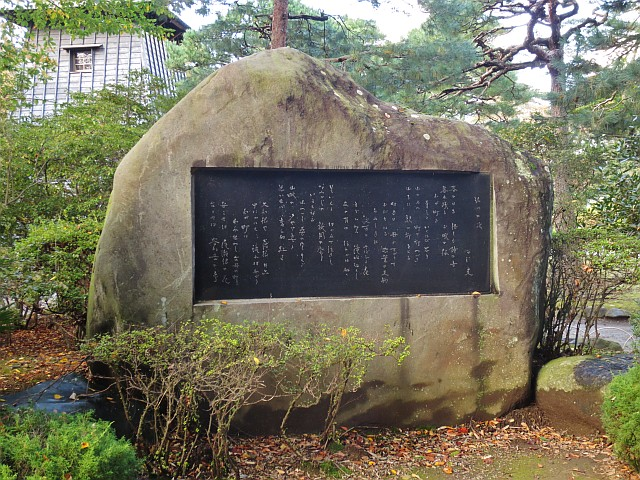
「沼田の歌」歌碑